# 재일 페루인
재일페루인(일본어: 在日ペルー人)은 2008년 6월 1일에 일본 법무성 입국관리국에서 발표된 통계치에서 따르면 2007년말 현재, 페루국적의 재일외국인 등록자수는 59,696명으로 전체 재일외국인 중 2.8% 정도를 차지했다. 그 대부분이 스페인어를 모국어로 하며, 많은 수의 사람들이 로마 가톨릭신자들이다.

## 같이 보기
- 일본의 민족문제
- 일본의 외국인